# Svetlana Romasjina
Svetlana Aleksejevna Romasjina (ryska: Светлана Алексеевна Ромашина), född den 21 september 1989 i Moskva i Ryska SFSR i Sovjetunionen (nu Ryssland), är en rysk konstsimmare.

## Karriär
Romasjina tog OS-guld i lagtävlingen i konstsim i samband med de olympiska konstsimstävlingarna 2008 i Peking. Hon tog därefter OS-guld i duett i konstsim och OS-guld i lagtävlingen i konstsim i samband med de olympiska konstsimstävlingarna 2012 i London.
Vid olympiska sommarspelen 2016 i Rio de Janeiro tog Romasjina guldmedaljer i både duett och lagtävling. I augusti 2021 vid OS i Tokyo tog Romasjina sitt sjätte och sjunde OS-guld i duett tillsammans med Svetlana Kolesnitjenko samt i lagtävlingen tävlande för ryska olympiska kommitténs lag.